# Puig d'Espinavell
El Puig d'Espinavell és una muntanya de 1.060 metres que es troba entre els municipis d'Albanyà, a la comarca de l'Alt Empordà i de Montagut i Oix, a la comarca catalana de la Garrotxa.